# Daubréeit
Daubréeit (název poprvé použil Domeyko 1876 podle francouzského mineraloga a geologa Gabriela Augusta Daubrée /1814-1876/) je čtverečný minerál, oxihalogenid bismutu, složení BiO(OH,Cl) ze skupiny matlockitu. Klasifikace dle Strunze III/D.09-50.

## Vznik
Daubréeit vzniká v oxidačních zónách bismutových ložisek.

## Morfologie
Tvoří zemité agregáty se zarostlými tabulkovitými krystaly, též lupenité až vláknité, případně růžicovité agregáty nebo jednotlivé krystaly. Vzácně tvoří pseudomorfózy po bismutu.

## Vlastnosti

### Krystalografie
Tetragonální soustava, 4/mmm, ditetragonální dipyramida, prostorová grupa P4/nmm, a,c = 3,86;7,41, V=109,69°, Z=2, rtg analýza 2,72(80)-2,66(100)-1,672(100)-1,563(80).

### Fyzikální vlastnosti
Tvrdost = 2-2,5, lze ho snadno řezat nožem, hustota měřená 6,5 g/cm3, vypočítaná 7,56 g/cm3. Štěpnost dokonalá podle {001}, v drobných zrnech transparentní až průhledný. Není radioaktivní.

### Optické
Barva šedobílá, krémově bílá, šedá, žlutohnědá, žlutá. Lesk mastný, hedvábný, perleťový. Jednoosý (-), nε=1,91, nω=2,15. Dvojlom = 0,01.

### Chemické
Procentuální zastoupení prvků:
- Bi 83,19%
- Cl 7,06%
- O 9,55%

Empirický vzorec BiO(OH)0,5Cl0,5. Rozpouští se již ve studené HCl a tvoří více či méně intenzívně žlutý roztok v závislosti na koncentraci kyseliny.

## Příbuzné minerály
Rorisit, Matlockit, Zavaritskit, Bismoclit, Zhangpeishanit

## Parageneze
Bismut, Bismutinit.

## Naleziště
Typová lokalita je důl Constancia, Cerro Tazna, Potosí, Bolívie. Je známý z ložisek v USA Outlaw mine v Nevadě, doly Eagle Blue a Bell mine (obě Tintic distr.), Juab Co., (Utah), Josephine Creek (Oregon). Itálie - ostrov Elba a oblast Livorno.